# Kevin Zegers

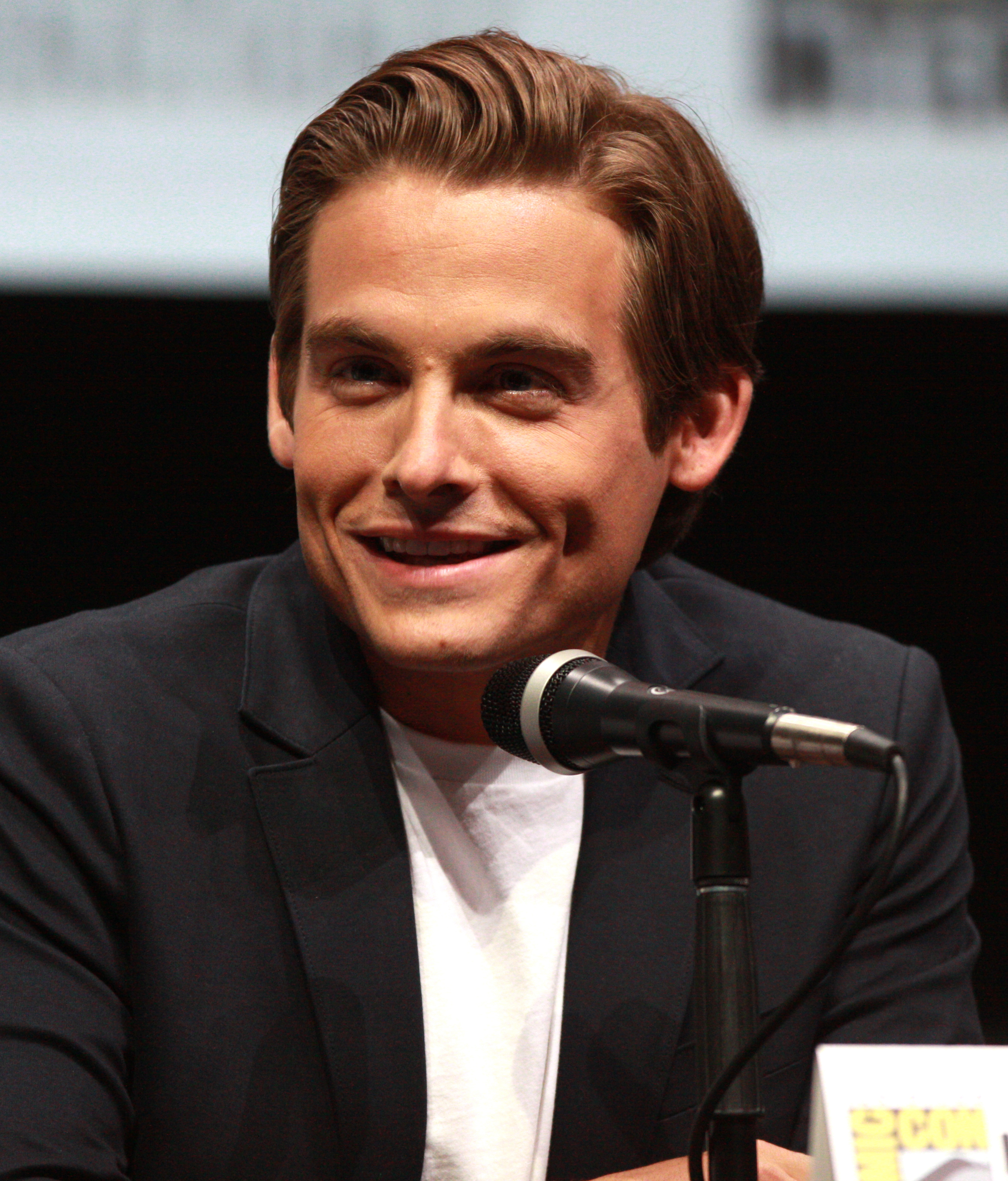
Kevin Zegers auf der San Diego Comic-Con International (2013)

Kevin Joseph Zegers (* 19. September 1984 in St. Marys, Ontario, Kanada) ist ein kanadischer Schauspieler. Bekannt wurde er vor allem durch die Air-Bud-Filme und seine Rolle in Transamerica.

## Lebenslauf
Zegers wurde in dem kleinen Ort St. Marys in der kanadischen Provinz Ontario als Sohn von Jim und Mary Ellen Zegers geboren und wuchs in Woodstock (Ontario) auf. Er hat zwei jüngere Schwestern: Katie Zegers, die ebenfalls Schauspielerin ist, und Krista. Neben seiner Tätigkeit als Schauspieler arbeitet Zegers hin und wieder als Fotomodell.
Im April 2013 verlobte sich Zegers nach sechs Jahren Beziehung mit seiner Freundin Jaime Feld. Die beiden heirateten im August 2013. Im August 2015 wurden die beiden Eltern von Zwillingsmädchen.

## Karriere

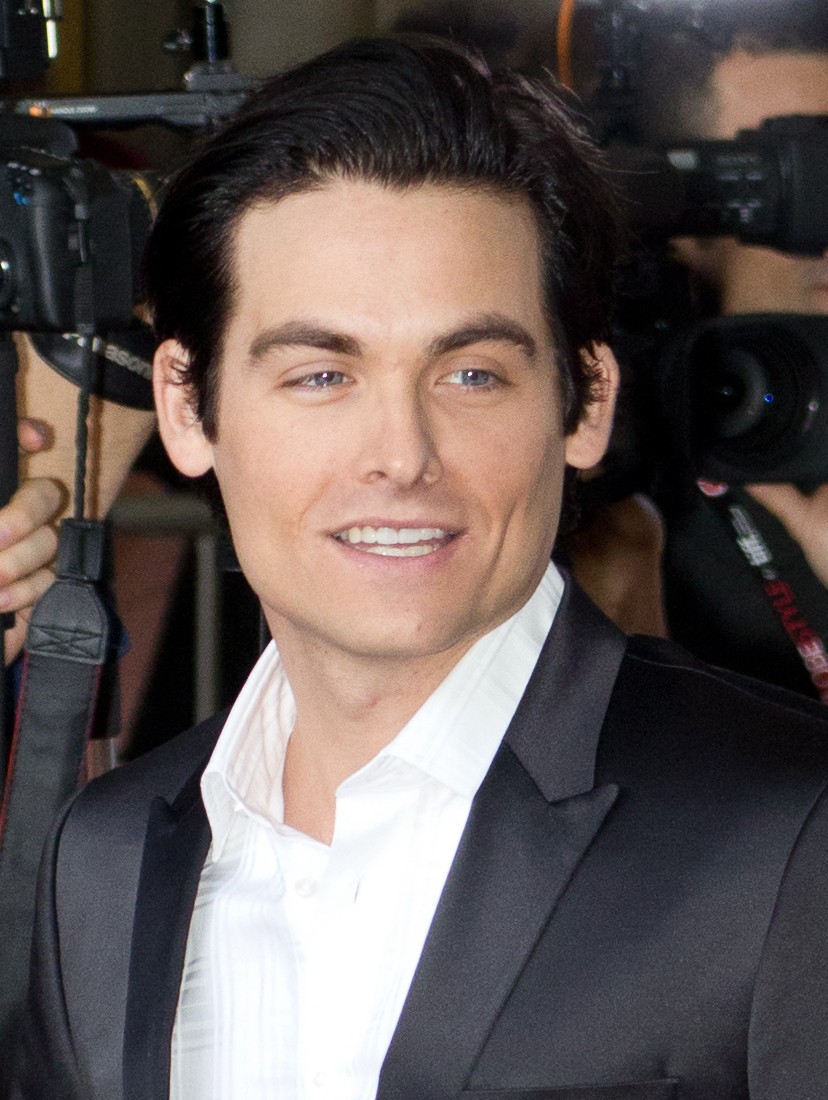
Kevin Zegers beim Toronto International Film Festival 2012

Nach verschiedenen Werbespots drehte Zegers 1993 den Film Hilfe! Jeder ist der Größte, wo er die jüngere Ausgabe von Michael Chapman (Michael J. Fox) spielte. Es folgten kleinere Rollen in verschiedenen Produktionen, doch erst mit der Air-Bud-Reihe erlangte er einen größeren Bekanntheitsgrad. Weitere Familienfilme folgten. 1999 spielte er im Film Schrecken der Karibik – Die Schatzinsel den Jungen Jim Hawkins an der Seite von Jack Palance und 2000 spielte er Nastassja Kinskis Sohn in der Familienkomödie Time Share.
Mit dem Herauswachsen aus den Kinderrollen nahm Zeger etliche Rollen in Horrorfilmen an, die jedoch eher durchschnittlich bewertet wurden. 1998 spielte er in Shadowbuilder (nach einem Roman von Bram Stoker) einen stigmatisierten Jungen. 2002 war er in Fear of the Dark zu sehen, 2003 folgte Wrong Turn, 2004 dann The Hollow, eine Fortsetzung von Sleepy Hollow, jedoch eher an die dem Film zugrundeliegende Kurzgeschichte von Washington Irving angelehnt; weitere Hauptdarsteller dieses Films waren Nick Carter und Stacy Keach. Des Weiteren spielte er eine Nebenrolle in Dawn of the Dead.
Dass Zegers auch ernstere Rollen beherrscht, zeigte er bereits 1998 in Four Days, sowie in Transamerica, mit dem er 2005 den Durchbruch schaffte. Dort spielte er den Sohn einer Transfrau.
Neben Kino- und Fernsehfilmen hatte Kevin Zegers mittlerweile Gastauftritte in mehr als einem Dutzend verschiedener Fernsehserien (unter anderem in Akte X – Die unheimlichen Fälle des FBI, Smallville, Gossip Girl und Dr. House). Sein Schaffen umfasst mehr als 70 Produktionen.
Seit April 2007 ist Kevin Zegers Werbeträger eines Parfums.
Des Weiteren spielte er im Jahr 2010 im Musikvideo zu The Big Bang von der Band Rockmafia an der Seite von Miley Cyrus.
2013 bekam er die Rolle des Alec Lightwood in die Chroniken der Unterwelt – City of Bones.

## Filmografie (Auswahl)
- 1993: Hilfe! Jeder ist der Größte (Life with Mikey)
- 1995: Die Mächte des Wahnsinns (John Carpenter’s In the Mouth of Madness)
- 1995: Akte X – Die unheimlichen Fälle des FBI (Fernsehserie, Episode 3x11)
- 1996: Gänsehaut – Die Stunde der Geister (Goosebumps, Fernsehserie, Episode 2x13)
- 1996: Specimen – Der Proband (Specimen)
- 1996: Wettlauf durch die weiße Hölle (The Cold Heart of a Killer)
- 1996–1997: Traders (Fernsehserie, 7 Episoden)
- 1997: Rose Hill – Der Traum vom wilden Westen (Rose Hill)
- 1997: Air Bud – Champion auf vier Pfoten (Air Bud)
- 1997: A Call to Remember – Keine Chance (A Call to Remember)
- 1998: Nico, das Einhorn (Nico the Unicorn)
- 1998: Bram Stoker: Dark World (Shadow Builder)
- 1998: Air Bud 2 – Golden Receiver (Air Bud: Golden Receiver)
- 1999: Schrecken der Karibik – Die Schatzinsel (Treasure Island)
- 1999: Four Days
- 1999: Komodo – The Living Terror (Komodo)
- 1999: Fionas Website (So Weird, Fernsehserie, Episode 2x09)
- 1999: It Came from the Sky (TV-Film)
- 2000: Time Share
- 2000: Jack: Der beste Affe auf dem Eis (MVP: Most Valuable Primate)
- 2000: Air Bud 3 – Ein Hund für alle Bälle (Air Bud 3: World Pup)
- 2000–2001: Titans – Dynastie der Intrigen (Titans, Fernsehserie, 11 Episoden)
- 2002: Fear of the Dark
- 2002: Air Bud 4 – Mit Baseball bellt sich’s besser (Air Bud: Seventh Inning Fetch)
- 2002: Virginias großes Rennen (Virginia’s Run)
- 2003: Wrong Turn
- 2003: The Incredible Mrs. Ritchie
- 2003: Smallville (Fernsehserie, Episode 3x07)
- 2004: Dawn of the Dead – Die Nacht der Zombies
- 2004: The Hollow
- 2004: Some Things That Stay
- 2004: Dr. House (House, Fernsehserie, Episode 1x03)
- 2005: Transamerica
- 2006: Zoom – Akademie für Superhelden (Zoom)
- 2006: It’s a Boy Girl Thing
- 2007: Der Jane Austen Club (The Jane Austen Book Club)
- 2007: The Stone Angel
- 2008: Gardens of the Night
- 2008: The Narrows
- 2008: 50 Dead Men Walking – Der Spitzel (Fifty Dead Men Walking)
- 2009–2011: Gossip Girl (Fernsehserie, 10 Episoden)
- 2010: Frozen – Eiskalter Abgrund (Frozen)
- 2011: Vampire
- 2012: Titanic – Blood and Steel (Miniserie)
- 2013: The Colony – Hell Freezes Over (The Colony)
- 2013: Chroniken der Unterwelt – City of Bones (The Mortal Instruments: City Of Bones)
- 2014: Gracepoint (Miniserie, 10 Episoden)
- 2015: Der Fluch von Downers Grove (The Curse of Downers Grove)
- 2016: Notorious (Fernsehserie, 7 Episoden)
- 2017: Schlafwandler (Sleepwalker)
- 2018: Fear the Walking Dead (Fernsehserie, 6 Folgen)
- 2018–2019: Dirty John (Fernsehserie)
- 2022: Corrective Measures
- seit 2022: The Rookie (Fernsehserie)
- 2022–2023: The Rookie: Feds (Fernsehserie)